# Правила Кана – Інґольда – Прелога
Правила Ка́на – І́нґольда – Пре́лога (також правила старшинства Кана – Інґольда – Прелога, правила КІП, або RS-номенклатура; англ. Cahn–Ingold–Prelog priority rules, CIP rules, RS nomenclature) — номенклатурна система правил, що слугує для однозначного опису просторової орієнтації замісників на хіральному центрі або подвійному зв'язку. Ця система була вперше запропонована Робертом Сіднеєм Каном, Крістофером Келком Інґольдом і Владіміром Прелогом у 1966 році, а потім дороблена Владіміром Прелогом та Гюнтером Хельмхеном у 1982 році. У 1974 році ці правила були включені до рекомендацій ІЮПАК.
Номенклатура опирається на правилі послідовності, яке визначає старшинство замісників при хіральному атомi, розташовуючи їх у порядкові зменшення атомних номерів (a>b>c>d). Якщо при цьому молекулу розташувати так, щоб наймолодша група була віддалена від спостерігача, то порядок решти замісників визначить конфігурацію: вона буде R (від лат. rectus — правий), якщо старшинство замісників падає за годинниковою стрілкою, та — S (від лат. sinister — лівий), якщо проти. Символи R i S за правилами послідовності беруться в дужки (іноді, зокрема в російській літературі, задля простоти їх не використовують) i ставляться перед найменням сполуки, якщо кілька хіральних центрів — разом з відповідними локантами, які не розділяються ні дефісом, нi пробілом. Наприклад, (1R,3S)-1-бромо-3-хлороциклогексан.

## Іменування молекул згідно RS-номенклатури

### Ідентифікація хіральних центрів
Найпершим кроком є пошук хіральних центрів. Найпоширенішими в хімії є хіральні центри, що мають чотири замісники; зазвичай вони виникають на атомах вуглецю, але також можуть існувати на атомах азоту, сірки, кремнію й фосфору. При цьому вільні електронні пари теж вважаються заступниками.

### Розподіл замісників за старшинством
Кожен хіральний центр розглядається окремо. Метою цього кроку є нумерація заступників за старшинством в порядку 1–4, що відбувається згідно наступних правил:
1. Атоми, безпосередньо пов'язані з хіральним центром (їх називають атомами першої сфери), нумеруються в порядку спадання їхнього масового числа: замісник з найвищим масовим числом вважається найстаршим і отримує порядковий номер 1, замісник із наступним за величиною масовим числом отримує номер 2 і т. д. Під уживанням терміну «масове число» також мається на увазі, що у випадку ізотопів одного елемента (наприклад, водень, дейтерій і тритій) ізотоп з більшою кількістю нейтронів отримує вище старшинство. Вільні електронні пари отримують фіктивне атомне число 0 і тому завжди мають найнижче старшинство.
2. Якщо два або більше атомів з першої сфери є ідентичними, то вони замінюються списком усіх атомів, пов'язаних із ними (т. зв. атоми другої сфери). Замісник першої сфери, що пов'язаний із атомами другої сфери з найбільшим сумарним масовим числом, отримує найвище старшинство (приклад: бічний ланцюг {\displaystyle {\ce {-CH(CH3)2}}} є старшим за ланцюг {\displaystyle {\ce {-CH2CH2CH3}}}).
3. Якщо атоми другої сфери теж однакові, то розглядаються атоми третьої сфери і т. д. Так робиться, доки не буде знайдено першу відміну у замісниках.
4. Якщо розподіл за старшинством виявився неможливим навіть при розгляді атомів останньої сферри (наприклад, якщо закінчився ланцюг замісника або якщо у випадку циклічної молекули атом останньої сфери виявився атомом першої сфери) — тоді беруться до уваги наступні фактори:
  - Якщо в молекулі присутні подвійні зв’язки, то ізомер (Z) є старшим за ізомер (Е).
  - Якщо замісники містять хіральний центр, то дескриптор (R) є старшим за дескриптор (S).
  - Якщо замісники містять декілька хіральних центрів, то пара ідентичних дескрипторів (напр. (SS)) є старшою за пару різних (напр. (RS)).
  - У випадку наявності центрів псевдохіральності, (r) посідає старшинство над (s) (докладніше: див. нижче).

Розподіл старшинств «за годинниковою стрілкою» та «проти годинникової стрілки»

### Визначення дескриптора
Для визначення дескриптора хірального центру останній споглядають так, щоб замісник з порядковим номером 4 «дивився» геть від спостерігача; при такій відносній орієнтації інші три замісника мають «дивитись» на спостерігача. Наступним кроком є відлік замісників за зростаючим порядковим номером. Якщо номери 1–2–3 розташовані за годинниковою стрілкою, то хіральний центр позначається дескриптором (R) (від лат. rectus); якщо ж вони розташовані проти годинникової стрілки, то хіральний центр отримує дескриптор (S) (від лат. sinister).
Слід зауважити, що номенклатура RS не є еквівалентною номенклатурі (+/-), тому внаслідок такого теоретичного аналізу неможливо розрахувати напрямок і величину питомого обертання відповідного енантіомера молекули.

### Особливі випадки

Приклад "правила дублювання замісників": вінільна група є старшою за етильну.

#### Подвійні зв'язки й кон'юговані системи
Подвійні й потрійні зв’язки на атомах розглядаються таким чином, ніби відповідний атом наступної сфери присутній двічі або тричі (т. зв. фантомні атоми, або атоми-дублікати). Однак, фантомні атоми за замовчуванням не пов'язані з атомами наступної сфери. Також слід зазначити, що подвійні зв’язки між двома гетероатомами, з яких принаймні один є елементом третього періоду або вище, за домовленістю розглядаються як одинарні зв’язки (наприклад, {\displaystyle {\ce {P = O}}} тлумачиться як {\displaystyle {\ce {P - O}}}).
Якщо атоми наступної сфери утворюють кон'юговану систему (наприклад, (гетеро)ароматичні системи), то масове число фантомного атома визначається як середнє значення масових чисел всіх атомів, з якими може бути утворено подвійний зв'язок в рамках мезомерії.

Приклад сполуки із псевдохіральним центром: (1R,2s,3S)-1,2,3-трихлороциклопентан

#### Циклічні молекули
У випадку призначення дескриптора хіральному центру на карбоциклі розгляд кожної гілки циклу проходить незалежно одна від одної; так робиться до моменту досягнення вихідного атома (або ж атома першої сфери тіє ж гілки), який тепер розглядається лише як фантом — тобто, є кінцевим.

#### Псевдохіральність
Існують випадки, коли єдиною відмінністю між двома замісниками на певному атомі є лише їхня стереохімічна конфігурація (тобто, наприклад, один замісник має хіральний центр з дескриптором (R), а інший — такий же хіральний центр, але з дескриптором (S). У такому випадку — оскільки (R) > (S) — визначення дескриптора для цього атома теж відбувається стандартним способом, але такий дескриптор називається псевдохіральним і підписується як (r) або (s) (малі літери замість звичних великих).

## Подвійні зв'язки: (E)/(Z)-номенклатура

Приклад (E)- і (Z)-стереоізомерів: (E)-3-бромо-2-хлоропент-2-ен та (Z)-3-бромо-2-хлоропент-2-ен

Для встановлення старшинства серед замісників на подвійному зв'язку використовується той же алгоритм, що наведений вище.
- Якщо два заступники з найвищими старшинствами знаходяться на одній стороні подвійного зв'язку, то останній отримує дескриптор (Z) (від нім. zusammen — «разом»).
- Якщо ці заступники знаходяться по різні сторони подвійного зв'язку, то йому присвоюється дескриптор (E) (від нім. entgegen — «навпроти»).

Часто (Z)-стереомери також є цис-діастереомерами, у той час як (E)-стереомери часто є транс-діастереомерами. Однак, не слід ототожнювати ці дві номенклатурні системи: (E)/(Z)-номенклатура позначає абсолютну конфігурацію замісників на подвійному зв'язку, у той час як цис-/транс-номенклатура описує відносну конфігурацію певних двох замісників. Саме тому остання система на сьогодні поширена загалом лише серед циклічних алкенів, а для загального використання рекомендуєтьться вживання системи (E)/(Z).

## Прохіральність
Правила КІП також можуть бути певним чином застосовані для опису реакцій на ахіральних молекулах, в результаті яких виникають хіральні продукти. Так, найвідомішим прикладом застосування є реакції карбонільних сполук з нуклеофілами (напр. BH4-, CN-, літій- або магнійорганічні сполуки): атом вуглецю у вихідній карбонільній сполуці має гібридизацію sp2, яка перетворюється на sp3 в похідній молекулі спирту. Якщо вихідною сполукою є, наприклад, ацетон, то похідний спирт є теж ахіральним. Однак, якщо замісники на карбонільній групі різні, то реакція нуклеофільного приєднання призведе до одного з двох (або ж суміші обидвох) енантіомерів. Така карбонільна сполука вважається прохіральною й має дві різні сторони (площини), з яких нуклеофіл може атакувати. За визначенням, ці сторони позначаються як:
- Площина Re (англ. Re-face): рахунок від найстаршого замісника (у цьому випадку це карбонільна група) до найменшого перебігає за годинниковою стрілкою;
- Площина Si (англ. Si-face): протилежна їй площина.

Відповідно, нуклеофільне приєднання може відбуватись як атака з площини Re (англ. Re face approach), або як атака з площини Si (англ. Si face approach). Абсолютна стереохімічна конфігурація продукту реакції заледить від конкретних замісників, а також від уживаного нуклеофілу й має бути визначена за правилами КІП.